# Yoon Bit-garam
Yoon Bit-garam (ur. 7 maja 1990) – południowokoreański piłkarz występujący na pozycji pomocnika. Zawodnik klubu Gyeongnam.

## Kariera klubowa
Yoon karierę rozpoczynał w 2009 roku w drużynie piłkarskiej z uczelni Chung-Ang University. W 2010 roku trafił do ekipy Gyeongnam z K-League. W sezonie 2010 zadebiutował w tych rozgrywkach. Rozegrał wówczas 24 spotkania i zdobył 6 bramek, a w lidze zajął z klubem 6. miejsce. Został także wybrany do K-League Best XI, czyli najlepszej jedenastki K-League w sezonie 2010.

## Kariera reprezentacyjna
W reprezentacji Korei Południowej Yoon zadebiutował 11 sierpnia 2010 roku w wygranym 2:1 towarzyskim meczu z Nigerią, w którym strzelił także gola.
W 2011 roku został powołany do kadry na Puchar Azji.